# 营合乡
营合乡，是中华人民共和国贵州省毕节市织金县一个已撤销的乡级行政区，2013年5月9日，贵州省人民政府批复同意撤销营合乡，将其所辖行政区域划归猫场镇。